# Rrogozhina
Rrogozhina (sau Rrogozhinë) este un oraș din Albania. Are o populație de circa 28.758 locuitori.

## Personalități născute aici
- Bajram Begaj (n. 1967), ofițer, politician, președinte al Albaniei⁠(d).